# Patson
Patson, de son vrai nom Patrice Kouassi Mian, né le 1er mars 1974 en Côte d'Ivoire,  est un humoriste et acteur ivoirien.

## Parcours
En 2006, il participe à la première saison du Jamel Comedy Club.
En 2007, il présente Le Patson show au théâtre de Dix heures puis au théâtre du Temple et participe à la tournée nationale du Jamel Comedy Club.
À partir de 2009, Patson s'impose avec son deuxième spectacle Yes we can Papa !!!, qu'il présentera notamment à l'Olympia en 2011. Il sortira en DVD en février 2012 avec StudioCanal.
Il produit un nouveau spectacle en février 2013 au théâtre du Gymnase intitulé Mon nom est Patson. En 2018, c'est Docteur Patson, Rirothérapeute, à l'Apollo Théâtre.
En 2018, il crée également avec son complice martiniquais Jean-Yves Rupert un spectacle en duo intitulé A qui la faute ? (L'opposition entre Africains et Antillais), avec 5 représentations au Casino de Paris et une tournée en Guadeloupe et en Martinique.
Il a animé pendant près de 15 ans la tranche horaire de 12 h à 13 h du lundi au vendredi sur la radio Africa no 1 avec notamment l'émission Yes Papa C KDO. 
Il incarne Blaise dans la série de mini-films de prévention Toi-même tu sais pour l'Inpes.
Il fait des apparitions remarquées dans plusieurs films populaires, dans la tradition des grands acteurs de seconds rôles français, où sa gouaille et sa vitalité font merveille.  
Le 5 novembre 2023, dans la grande salle du théâtre Le République à Paris, il bat le record du monde officieux du plus long stand-up en donnant un spectacle de 6 heures et 16 minutes, soit 7 minutes de plus que son illustre confrère américain Dave Chappelle.    

## Actions caritatives
En 1998, il a créé l'association Micro d'Or, avec laquelle il soutient plusieurs projets humanitaires sur le continent africain et en France.
Patson a mis en place en 2009 un grand projet socioculturel et pédagogique. Ce projet consiste à mettre en place des ateliers de danse, chant et humour, animés et encadrés par Patson lui-même, dans le but de monter un show dont les acteurs principaux ne sont ni plus ni moins les jeunes des quartiers de la ville.
Ces « Top Show » sont organisés avec les mairies de différentes villes de la banlieue parisienne pour aider les jeunes à s’exprimer et s’épanouir à travers l’art. Après Epinay, Creil, L'Haÿ-les-Roses, Poissy et Sarcelles, le Top Show 2014 a eu lieu dans la ville d'Évry.

## Spectacles
- 2004 : L'Afrique assez !
- 2004 : Homme 2 couleurs
- 2006 : Le Patson Show
- 2009 : Yes we can papa
- 2013 : Mon nom est Patson
- 2018 : Dr Patson Rirothérapeute
- 2018 : À qui la faute ? (L'opposition entre Africains et Antillais)    (en duo avec Jean-Yves Rupert)
- 2021 : Le tonton flingueur
- 2022 : De retour
- 2023 : Les Jumeaux    (en duo avec Jean-Yves Rupert)
- 2023 : Le Boss du stand-up
- 2024 : La légende
- 2025 : Baltazar

## Projets musicaux
- 2007 : Mokobé feat Patson - C'est dans la joie
- 2010 : Marvin feat Patson - Fais pas ton mytho
- 2010 : Jeu de main, c'est vilain
- 2012 : Débordé pour Roméo
- 2021 : Laissez-moi m'servir un verre
- 2024 : Davy One feat Patson - Jeu de jambes (tendance sur TikTok)

## Filmographie
- 2016 : Débarquement immédiat de Philippe de Chauveron : Alain Traoré
- 2019 : Qu'est-ce qu'on a encore fait au Bon Dieu de Philippe de Chauveron : Le faux vigneron
- 2019 : Premier de la classe de Stéphane Ben Lahcene : Le faux père

## Créations audiovisuelles
- Publication de pastilles humoristiques et mini-séries sur la chaîne YouTube : Yes Papa Patson TV